# Spreading the Disease
Albums de Anthrax
Fistful of Metal
(1984) Among the Living
(1987)
Spreading the Disease est le deuxième album studio d'Anthrax sorti en 1985.
Premier album avec le chanteur Joey Belladonna et le bassiste Frank Bello, il est également le premier succès du groupe grâce à la chanson Madhouse (qui eut d'ailleurs droit à un clip). Il s'agit également, avec Among the Living, l'un des meilleurs albums du groupe[non neutre] et une référence dans la scène du thrash metal[citation nécessaire].
Bien qu'étant principalement axé thrash metal, l'album garde une grande influence du heavy metal, de par la voix de Joey Belladona, plus mélodique et moins agressive que les autres représentants du Big Four (Metallica, Megadeth et Slayer). D'ailleurs, on constate des ressemblances avec plusieurs autres classiques du heavy metal, l'un des riffs de Madhouse étant par exemple similaire à celui d'introduction de Riding on the Wind de Judas Priest.

## Liste des titres
Tous les titres ont été écrits et composés par Anthrax, sauf indication.
1. A.I.R. – 5:45
2. Lone Justice – 4:37
3. Madhouse – 4:20
4. S.S.C./Stand or Fall – 4:08
5. The Enemy – 5:25
6. Aftershock – 4:28
7. Armed and Dangerous - 5:43 - (Paroles: Neil Turbin / Musique: Neil Turbin, Scott Ian, Danny Lilker)
8. Medusa - 4:44 - (Paroles: Johny Zazula)
9. Gung-Ho - 4:34 - (Paroles: Neil Turbin / Musique: Neil Turbin, Scott Ian, Danny Lilker)

## Autour de l'album
- A.I.R. /ˈeɪ ˈaɪ ɑː/ serait l'abréviation de adolescent in red ou de adolescence in rebellion.
- S.S.C. /ɛs ɛs siː/ serait l'abréviation de suck some cock.
- Le titre Madhouse apparaît sur la bande son du jeu Grand Theft Auto: Vice City (radio: V-Rock).
- Le titre Madhouse apparait sur le jeu Guitar Hero 2.

## Composition du groupe
- Joey Belladonna – chants
- Dan Spitz – guitare solo
- Scott Ian – guitare rythmique
- Frank Bello – basse
- Charlie Benante – batterie